# Vougy
|  | Per a altres significats, vegeu «Vougy (Loira)». |

Vougy és un municipi francès al departament de l'Alta Savoia i a la regió d'Alvèrnia-Roine-Alps. L'any 2007 tenia 1.368 habitants.

## Demografia

### Població
El 2007 la població de fet de Vougy era de 1.368 persones. Hi havia 463 famílies de les quals 81 eren unipersonals (42 homes vivint sols i 39 dones vivint soles), 108 parelles sense fills, 247 parelles amb fills i 27 famílies monoparentals amb fills.
La població ha evolucionat segons el següent gràfic:

### Habitatges
El 2007 hi havia 479 habitatges, 463 eren l'habitatge principal de la família, 4 eren segones residències i 13 estaven desocupats. 387 eren cases i 93 eren apartaments. Dels 463 habitatges principals, 356 estaven ocupats pels seus propietaris, 94 estaven llogats i ocupats pels llogaters i 13 estaven cedits a títol gratuït; 2 tenien una cambra, 28 en tenien dues, 73 en tenien tres, 127 en tenien quatre i 232 en tenien cinc o més. 416 habitatges disposaven pel capbaix d'una plaça de pàrquing. A 158 habitatges hi havia un automòbil i a 281 n'hi havia dos o més.

### Piràmide de població
La piràmide de població per edats i sexe el 2009 era:
| Homes | Edats   | Dones |
| ----- | ------- | ----- |
| 0     | 95 o +  | 4     |
| 0     | 90 a 94 | 4     |
| 8     | 85 a 89 | 4     |
| 0     | 80 a 84 | 8     |
| 4     | 75 a 79 | 8     |
| 12    | 70 a 74 | 16    |
| 8     | 65 a 69 | 4     |
| 16    | 60 a 64 | 12    |
| 28    | 55 a 59 | 40    |
| 32    | 50 a 54 | 24    |
| 32    | 45 a 49 | 48    |
| 52    | 40 a 44 | 44    |
| 52    | 35 a 39 | 36    |
| 32    | 30 a 34 | 44    |
| 32    | 25 a 29 | 28    |
| 36    | 20 a 24 | 20    |
| 40    | 15 a 19 | 28    |
| 44    | 10 a 14 | 40    |
| 16    | 5 a 9   | 28    |
| 44    | 0 a 4   | 28    |

## Economia
El 2007 la població en edat de treballar era de 913 persones, 728 eren actives i 185 eren inactives. De les 728 persones actives 672 estaven ocupades (370 homes i 302 dones) i 56 estaven aturades (18 homes i 38 dones). De les 185 persones inactives 65 estaven jubilades, 76 estaven estudiant i 44 estaven classificades com a «altres inactius».

### Ingressos
El 2009 a Vougy hi havia 487 unitats fiscals que integraven 1.466,5 persones, la mediana anual d'ingressos fiscals per persona era de 20.717 €.

### Activitats econòmiques
Dels 100 establiments que hi havia el 2007, 2 eren d'empreses extractives, 3 d'empreses de fabricació de material elèctric, 1 d'una empresa de fabricació d'elements pel transport, 23 d'empreses de fabricació d'altres productes industrials, 12 d'empreses de construcció, 29 d'empreses de comerç i reparació d'automòbils, 3 d'empreses de transport, 6 d'empreses d'hostatgeria i restauració, 6 d'empreses financeres, 5 d'empreses immobiliàries, 6 d'empreses de serveis, 3 d'entitats de l'administració pública i 1 d'una empresa classificada com a «altres activitats de serveis».
Dels 19 establiments de servei als particulars que hi havia el 2009, 1 era una oficina de correu, 4 tallers de reparació d'automòbils i de material agrícola, 2 paletes, 2 guixaires pintors, 3 fusteries, 1 lampisteria, 1 electricista, 3 restaurants i 2 agències immobiliàries.
Dels 4 establiments comercials que hi havia el 2009, 2 eren botigues de mobles, 1 una botiga de mobles i 1 una botiga de material de revestiment de parets i terra.
L'any 2000 a Vougy hi havia 3 explotacions agrícoles.

## Equipaments sanitaris i escolars
El 2009 hi havia una escola elemental.

## Poblacions properes
El següent diagrama mostra les poblacions més properes.